# Кдомпи Тан
Кдомпи Тан е камбожански певец, живял в България през 1960-те години на XX век.

## Биография
Завършва френски колеж, като освен камбоджански фолклорни песни изпълнява френски шансони.
През 1960-те години пристига в България, за да учи архитектура. Започва да сътрудничи с оркестър „Стакато“ с художествен ръководител Развигор Попов, като внася в репертоара му френски песни. Гастролира в Белгия, Франция, Италия и Югославия. „Стакато“ и Тан подгряват и италианския певец Робертино Лорети по време на турнетата му в България. През 1966 г. излиза грамофонна плоча на „Балкантон“ с 4 песни, изпълнени от Тан.
През 1960-те и 1970-те години е член на групата Apsara Band в родината си. През това време работи като университетски преподавател. Убит е от режима на червените кхмери, като е изкаран от аудиторията си по време на лекция и разстрелян.

## Дискография
- Изпълнения на Кдомпи Тан (1966, LP, „Балкантон“)[6]